# Нікуліно (Прудківське сільське поселення)
Нікуліно (рос. Никулино) — присілок Сафоновського району Смоленської області Росії. Входить до складу Прудківського сільського поселення.
Населення — 21 особа (2007 рік). 